# Min Min (personaggio)
Min Min (ミェンミェン?, Myen Myen) è un personaggio immaginario progettato da Masaaki Ishikawa e una delle protagoniste di Arms. È una ragazza, praticante di arti marziali cinesi, che lavora alla "Mintendo Ramen House", ristorante dei suoi genitori.
Nei doppiaggi originali è interpretata da Haruna Takatsu. Il personaggio è stato accolto positivamente dalla critica e dal pubblico, diventando uno dei personaggi più popolari del videogioco insieme a Twintelle, venendo anche aggiunta al picchiaduro Super Smash Bros. Ultimate come contenuto scaricabile.

## Concezione e sviluppo
Come gli altri personaggi del videogioco picchiaduro Arms, Min Min fu creata partendo da un'idea generale su come sarebbero state le braccia estensibili del personaggio. Per Min Min l'idea fu quella di un personaggio femminile basato sul ramen. Il character designer Masaaki Ishikawa, durante lo sviluppo del personaggio, notò molte donne indossare delle cuffie di lana, che secondo lui, assomigliavano molto a delle ciotole di ramen messe sottosopra. Per il viso, Ishikawa cercò di dare a Min Min "un senso di familiarità" ed espressività, cercando quindi di farla assomigliare a un personaggio di un film animato. Le gambe di Min Min vennero progettate per accentuare i movimenti del personaggio e darle una silhouette chiara e visibile da lontano, per questo, secondo Ishiwaka, è molto simile a quella di un atleta professionista. Il character designer considerò Min Min uno dei suoi personaggi preferiti del gioco, sostenendo che "è la più vicina (per noi giapponesi) tra tutti i personaggi". Anche il produttore Kosuke Yabuki considerò Min Min uno dei suoi personaggi preferiti, sia per il fatto che sia basata sul ramen, sia per il suo braccio capace di trasformarsi in uno più grande e con delle scaglie di drago.
Quando Masahiro Sakurai stava decidendo un personaggio di Arms per i contenuti scaricabili di Super Smash Bros. Ultimate, era indeciso tra Min Min e Ninjara. Quando chiese al produttore di Arms, Yabuki rispose "Io voglio Min Min!". Per rendere il personaggio più fedele al gioco di origine, Sakurai decise di far controllare al giocatore un pulsante per braccio. Sakurai disse che il personaggio fu abbastanza difficile da implementare, ma secondo il game director fecero un ottimo lavoro, aggiungendo un personaggio con uno "stile di battaglia straordinario".

## Biografia del personaggio
Min Min è una ragazza di 18 anni vivace e praticante di arti marziali cinesi. Si è iscritta al "Gran Torneo" per promuovere il ristorante dei suoi genitori, il Mintendo Ramen House. Min Min vinse l'ultimo "Party Crash", venendo incoronata campionessa di ARMS.

## Altri media
Al di fuori del franchise di origine, Min Min è apparsa in Super Smash Bros. Ultimate, prima come Spirito collezionabile al lancio e poi come personaggio giocabile dal 29 giugno 2020. Un amiibo a lei dedicato è stato distribuito il 29 aprile 2022.

## Accoglienza

### Popolarità
Min Min è stata accolta abbastanza positivamente dal pubblico. È considerata, insieme a Twintelle e Ninjara, uno dei personaggi più popolari del videogioco. In un sondaggio tenuto da Nintendo Life nel 2017, prima della pubblicazione del gioco, Min Min è arrivata 2ª. Secondo Nintendo, Min Min è stata tra i personaggi di Arms più utilizzati, arrivando 3ª per vittorie online. Il personaggio ha ricevuto anche diversi cosplay.  La sua aggiunta in Super Smash Bros. Ultimate ha ricevuto invece reazioni miste, deludendo soprattutto i fan di Twintelle.

### Critica
Min Min è stata accolta abbastanza positivamente dalla critica. Cecilia D'Anastasio di Kotaku ha elogiato il design del personaggio, trovandola "ridicola e sorprendente". Invece Jordan Erica Webber ha trovato le sue braccia, fatte di ramen, uno "stereotipo sgradevole". Diversi critici hanno considerato Min Min il loro personaggio preferito di Arms.
Anche la sua aggiunta Super Smash Bros. Ultimate ha ricevuto reazioni positive da parte dei critici. Suriel Vazquez di IGN ha trovato Min Min un ottimo personaggio, elogiando lo stile di gioco unico e definendolo "strano, ma più specializzato". Mahin Kesore di Daily Star ha definito Min Min una "scodella di ramen piccante che mette in difficoltà anche le lingue più taglienti", considerandola un'aggiunta unica. Chris Carter di Destructoid ha apprezzato Min Min e l'ha definita la prova del perché "Arms dovrebbe essere parte della storia di Nintendo". Ha apprezzato la sua modalità di gioco e ha consigliato il contenuto scaricabile anche per chi non è fan del videogioco originale. Gavin Jasper di Den of Geek ha apprezzato come Min Min mantenga lo stesso stile di gioco di Arms, ma avrebbe preferito Dr. Coyle al suo posto.
GameScore ha pensato sin dall'inizio che il personaggio di Arms annunciato sarebbe stato Min Min. Ha elogiato il suo design, definendolo "esteticamente originale", e lo stile di gioco, considerandolo un "buon adattamento" del gioco originale. Brian Sheridan di Comic Book Resources ha apprezzato l'aggiunta di Min Min al gioco, inserendola come 3ª in una lista dedicati ai contenuti scaricabili. Christian Stridiron dello stesso sito ha considerato Min Min come uno dei personaggi più sottovalutati di Super Smash Bros. Ultimate. Bryce Johnson di Screen Rant ha inserito Min Min come 2° miglior personaggio aggiunto come DLC in Super Smash Bros. Ultimate.